# Alice E. Johnson
Alice E. Johnson (Fremont, 1862-Fremont, 13 de febrero de 1936) fue una arquitecta estadounidense. Fue una de las primeras arquitectas en Ohio. Educada por su padre, heredó su despacho cuando este falleció en 1901 y lo dirigió con éxito durante los siguientes 30 años.

## Biografía
Alice E. Johnson nació en 1862 en Fremont (Ohio). Era hija de Celia Sigler y John Carlton Johnson. Estudió arquitectura con su padre, quien se dedicaba principalmente a edificios públicos, como juzgados, prisiones (como la Sandusky County Jail and Sheriff's House) y escuelas.
El Fremont City Directory elenca a Alice E. Johnson como arquitecta desde 1889, y en 1895 fue la encargada de construir en Fremont la Trinity United Methodist Church en la esquina de las calles Wayne y Court. La iglesia aparece como edificio destacado en el libro Art Work of Seneca and Sandusky Counties por su estilo neogótico. Cuando su padre falleció en 1901 tomó las riendas de su despacho y continuó con sus clientes, construyendo tanto edificios comerciales como residenciales. La revista Ohio Architect and Engineer informó en 1903 que había estado diseñando una cerca para David B. Love y una casa de ladrillo y piedra para W. B. Kridler. Diseñó y construyó propiedades en el noroeste de Ohio y en los estados vecinos.
Falleció el 13 de febrero de 1936 a los 73 años, en su ciudad natal.